# Villalán de Campos
Villalán de Campos é um município da Espanha na província de Valladolid, comunidade autónoma de Castela e Leão, de área 18,45 km² com população de 52 habitantes (2004) e densidade populacional de 2,82 hab/km².

## Demografia
| Variação demográfica do município entre 1991 e 2004 | Variação demográfica do município entre 1991 e 2004 | Variação demográfica do município entre 1991 e 2004 | Variação demográfica do município entre 1991 e 2004 |
| --------------------------------------------------- | --------------------------------------------------- | --------------------------------------------------- | --------------------------------------------------- |
| 1991                                                | 1996                                                | 2001                                                | 2004                                                |
| 60                                                  | 54                                                  | 52                                                  | 52                                                  |